# Ciclismo ai Giochi della IX Olimpiade - Chilometro a cronometro
La competizione del chilometro a cronometro di ciclismo dei Giochi della IX Olimpiade si tenne il giorno 5 agosto 1928 ad Amsterdam, nei Paesi Bassi. Parteciparono 16 atleti.

## Risultati
| Pos.    | Atleta                      | Nazione       | Tempo  |
| ------- | --------------------------- | ------------- | ------ |
| Oro     | Willy Falck Hansen          | Danimarca     | 1'14"4 |
| Argento | Gerard Bosch van Drakestein | Paesi Bassi   | 1'15"2 |
| Bronzo  | Dunc Gray                   | Australia     | 1'15"6 |
| 4       | Octave Dayen                | Francia       | 1'16"0 |
| 5       | Kurt Einsiedel              | Germania      | 1'17"2 |
| 6       | Ted Kerridge                | Gran Bretagna | 1'18"0 |
| 6       | Józef Lange                 | Polonia       | 1'18"0 |
| 8       | Francisco Rodríguez         | Argentina     | 1'18"4 |
| 9       | Jean Aerts                  | Belgio        | 1'18"6 |
| 9       | Angelo Cattaneo             | Italia        | 1'18"6 |
| 11      | Lew Elder                   | Canada        | 1'19"0 |
| 11      | Bertie Donnelly             | Irlanda       | 1'19"0 |
| 13      | Erich Fäs                   | Svizzera      | 1'19"4 |
| 14      | Eduardo Maillard            | Cile          | 1'20"2 |
| 15      | Ferry Dusika                | Austria       | 1'22"0 |
| 16      | Galip Cav                   | Turchia       | 1'22"6 |